# Яунпиебалгский край
Я́унпиебалгский край (латыш. Jaunpiebalgas novads) — бывшая административно-территориальная единица на северо-востоке Латвии, в историко-культурной области Видземе. Край состоял из двух волостей, центром края являлось село Яунпиебалга.
Край был образован 1 июля 2009 года из части расформированного Цесисского района. Площадь края составляла 251 км². Граничил с Вецпиебалгским, Раунским, Гулбенским и Мадонским краями.
1 июля 2021 года Яунпиебалгский край был упразднён, а его волости включены в состав укрупнённого Цесисского края.

## Население
На 1 января 2010 года население края составляло 2671 человек.
Национальный состав населения края по итогам переписи населения Латвии 2011 года:
| Национальность | Численность, чел. (2011) | %        |
| -------------- | ------------------------ | -------- |
| Латыши         | 2244                     | 93,89 %  |
| Русские        | 74                       | 3,10 %   |
| Белорусы       | 20                       | 0,84 %   |
| Украинцы       | 28                       | 1,17 %   |
| Поляки         | 10                       | 0,42 %   |
| Литовцы        | 6                        | 0,25 %   |
| Другие         | 8                        | 0,33 %   |
| всего          | 2390                     | 100,00 % |

## Территориальное деление
- Зосенская волость (латыш. Zosēnu pagasts)
- Яунпиебалгская волость (латыш. Jaunpiebalgas pagasts)